# Карл Фогарти
Карл „Фоги“ Фогарти (на английски: Carl Fogarty) е британски мотоциклетен състезател.
Собственик на тим от Супербайк шампионата „Фоги Петронас“ (Foggy Petronas team), както и най-успешният състезател за всички времена в „Супербайк“, спечелил 59 победи и 4 световни титли (1994, 1995, 1998 и 1999 година). Неговите най-големи успехи идват със заводския тим на италианския производител – „Дукати“.
Като състезател Карл Фогарти е много популярен сред феновете, поради своята агресивна „езда“ и стилът, с който влиза в завоите с висока скорост.

## Спортна биография
През 1991 г. Фогарти се състезава с мотоциклет „Хонда“ за британския тим на „Heil Tuxworth“ в Световния Супербайк шампионат, завършвайки седми. Екипът напуска шампионата през 1992 г., и Фоги почти остава без екип и машина за сезона, но в крайна сметка през същата година печели първата си победа в Супербайк, на пистата „Донингтън парк“, а като цяло завършва на девето място в шампионата, макар и да е участвал само в някои състезания.
През 1993 година започва ерата на тандема Фогърти-Дукати. Той се бори със Скот Ръсел за титлата, печели 11 състезания през годината, но в крайна сметка губи и остава втори. През 1994 година пропуска старта на пистата „Хокенхаймринг“, поради контузия (счупва своята китка при падане), но успява да победи Ръсел и Аарон Слайт и да заеме първо място в шампионата.
Печели 6 от първите 8 състезания през 1995 г., което му помага да стане за втори път световен шампион.
През 1996 година той отново се състезава за отбора на „Heil Tuxworth“, вече с фабричната подкрепа на „Хонда“. Бори се за титлата, достига обаче само до 4-то място, дори класирайки се във финалното класиране зад съотборника си Аарон Слайт.
Сезон 1997 г. започва с договор с Дукати, където той се завръща с големи надежди за добро представяне. Завършва втори в шампионата, зад пилота на „Хонда“ Джон Косински.
През 1998 г. Карл Фогарти прави една от най-добрите си години в мотоспорта – след катастрофалния уикенд на пистата „Нюрбургринг“, Фоги се движи само 6-и в класирането, но повежда след проблемите на Трой Корсър и Аарон Слайт в края на сезона. Тази титла е особено забележителна, тъй като екипът му става шампион още в първата им година в „Супербайк“.

## Край на кариерата, собствен екип
Фогарти е принуден да се откаже от състезанията през 2000 г., след състезателен инцидент на пистата „Филип Айлънд“, Австралия, когато се удря с „Дукати“-то на Робърт Улм. Фогарти пострадва тежко в сблъсъка, получавайки множество наранявания, включително сериозни увреждания на рамото, които така и не успя да излекува напълно, което да му позволи да се състезава отново. Бива заменен в заводския отбор на „Дукати“ от Трой Бейлис.
През 2002 г., „Дукати“ създава специален модел мотоциклет – „Monster S4 Fogarty“, направен в негова чест, който е произведен в ограничен тираж (само 300 броя).
През същата година Фогарти основава собствен тим – „Foggy Petronas“, който да участва в шампионата на „Супербайк“ (WSB), спонсориран с 10 млн. евро на година от държавната петролна компания на Малайзия – „Петронас“.
Влиза в шампионата, като пилоти на тима стават бившият му съотборник Трой Корсър и Джеймс Хейдън през 2003 г., но техният трицилиндров мотоциклет никога през годината не се показва истински конкурентен. През 2004 г. те постигат две трети места (по едно за Корсър и Крис Уолкър), но през този сезон екипът получава слаба подкрепа от производителя на мотоциклета. „Петронас“ изоставя екипа в края на 2006 г., като в крайна сметка екипа напуска шампионата „Супербайк“ поради липса на средства.
С много усилия през 2007 г. Фогърти успява да намери спонсор за екипа и започва работа по клиентско „Дукати“. През месец май потвърждава завръщането на тима през 2008 година.

## Кариера
| Година |      | Пол позишън | Стартове | Подиуми | Победи | 2-ри места | 3-ти места | Титли |
| ------ | ---- | ----------- | -------- | ------- | ------ | ---------- | ---------- | ----- |
| Всички | Клас | 21          | 219      | 109     | 59     | 33         | 17         | 4     |